# FN M13

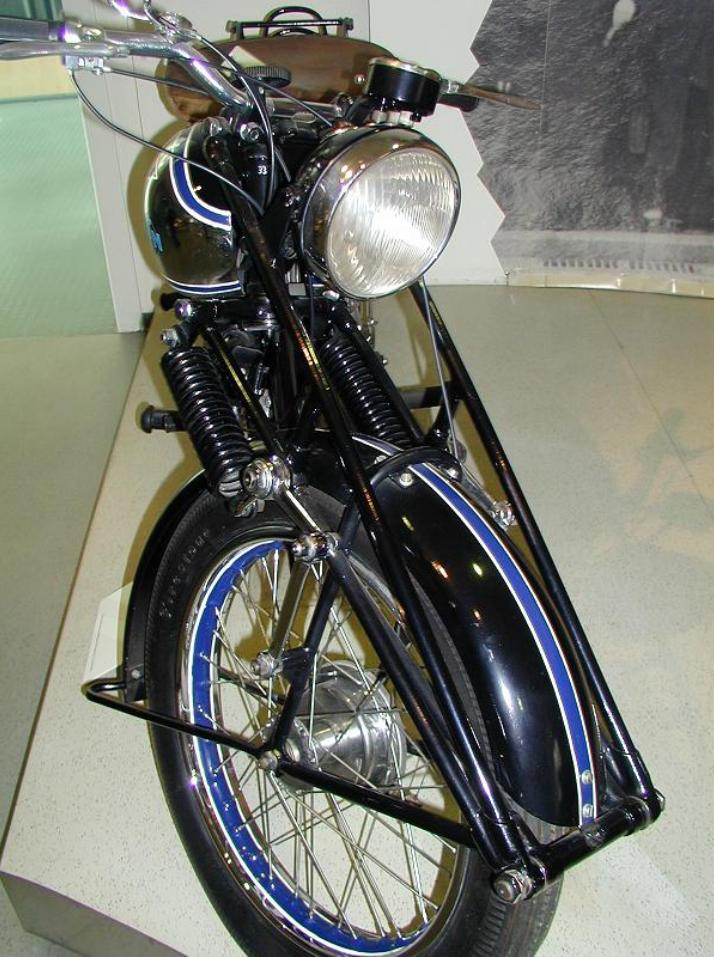
FN M13 (1948)
gezogene Langarmschwinge mit Zugfedern

Die FN M13 (auch FN XIII) war ein Motorrad des belgischen Herstellers Fabrique Nationale de Herstal, das von 1947 bis 1953 gebaut wurde. Am Modell von 1947 bis 1952 wurde eine bislang einzigartige Vorderradführung, eine gezogene Langarmschwinge, verbaut.

## Technik
Die M13 wurde mit einem obengesteuerten Motor mit 250 cm³ Hubraum (ab 1950 mit 350 cm³) und einer  seitengesteuerten Version mit 450 cm³ Hubraum angeboten. Die 450er-Version mit einem Bohrung/Hub-Verhältnis von 84,5 × 80 mm leistete 11 PS bei 3.500 min−1; damit erreichte die 136 kg schwere Maschine eine Höchstgeschwindigkeit von 105 km/h.
Das Motorrad mit der gezogenen Langarmschwinge wurde im September 1946 der Presse vorgestellt, Entwicklungsarbeiten dazu fanden bereits vor dem Zweiten Weltkrieg statt. Zunächst wurde die Langarmschwinge mit Zugfedern, die beim Einfederungsvorgang belastet werden, angeboten. Eine weitere ungewöhnliche Konstruktion ersetzte beim Modelljahr 1949 die Zugfedern. Dabei wurde, ähnlich dem Vorgängermodell, der Schwingendrehpunkt vor das Vorderrad verlegt und mit einem Gummiband abgedämpft. Eine Motocross-Version entstand, ebenso wie eine Militärversion für die belgische Armee. Die Vorderradkonstruktion der gezogenen Langarmschwinge wurde aufgrund ihres ungewöhnlichen Aussehens vom Markt nicht angenommen und – obwohl technisch ausgereift – 1952 von einer Teleskopgabel ersetzt.